# Valpurgina noč
Valpurgina noč, okrajšava za Sveto Valpurgino noč (iz nemščine Sankt-Walpurgisnacht [zaŋkt valˈpʊʁɡɪsˌnaxt]), znana tudi kot večer svete Valpurge (tudi sv. Valburge večer), je predvečer krščanskega praznika sv. Valburge, opatinje iz 8. stoletja v Franciji, in se praznuje v noči na 30. april in na dan 1. maja. Ta praznik obeležuje kanonizacijo svete Valburge in premik njenih relikvij v Eichstätt, kar se je zgodilo 1. maja 870.
Sveto Valburgo so nemški kristjani hvalili zaradi boja proti »škodljivcem, steklini in oslovskemu kašlju ter proti čarovništvu«. Kristjani so molili k Bogu na priprošnjo svete Valburge, da bi se zaščitili pred čarovništvom, saj je sveta Valburga uspešno spreobrnila lokalno prebivalstvo h krščanstvu. Ponekod po Evropi ljudje še naprej prižigajo kresove na večer svete Valburge, da bi odgnali zle duhove in čarovnice. Drugi so v zgodovini krščansko romali k grobu svete Valburge v Eichstätt na praznik svete Valburge in pogosto dobili stekleničke z oljem svete Valburge.
Domneva se, da je Valpurgina noč povezana s starejšimi prvomajskimi prazniki v severni Evropi, ki so vključevali tudi prižiganje kresov ponoči, na primer galski festival Beltane.
Lokalne različice Valpurgine noči opažamo po vsej severni in srednji Evropi na Nizozemskem, v Nemčiji, Češki, Slovaški, Sloveniji, Švedski, Litvi, Latviji, Finski in Estoniji. Na Finskem, Danskem in Norveškem se tradicija s kresovi za odganjanje čarovnic spoštuje kot svetega Janeza večer, ki obeležuje rojstvo svetega Janeza Krstnika.

## Zgodovina
Praznik Valpurgina noč je dobil ime po angleški krščanski misijonarki sv. Valburgi (ok. 710 – 777/9). Hčerka svetega Riharda Romarja in sestra svetega Willibalda, sv, Valburga, se je rodila v Devonu v Angliji leta 710 n. št.. Sveta Valburga, rojena v ugledni anglosaški družini, je študirala medicino in postala krščanska misijonarka v Nemčiji, kjer je v Heidenheimu ustanovila dvojni samostan. Kot taka krščanska umetnina pogosto prikazuje njeno držanje povojev v roki. Zaradi evangelizacije svete Valburge v Nemčiji so se tamkajšnji ljudje iz poganstva spreobrnili v krščanstvo. Poleg tega je »samostan postal izobraževalno središče in 'kmalu zaslovel kot kulturno središče'«. Sveta Valburga je bila znana tudi po tem, da odbija učinke čarovništva. Umrla je 25. februarja 777 (nekateri viri pravijo 778 ali 779) in njen grob še danes proizvaja sveto olje (znano kot olje svete Valburge), ki naj bi zdravilo bolezni; Benediktinske nune razdeljujejo to olje v stekleničkah krščanskim romarjem, ki obiščejo njen grob.
Kanonizacija Valburge in premik njenih relikvij v Eichstätt sta se zgodila 1. maja leta 870, kar je pripeljalo do praznika svete Valburge in njenega predvečera, Valpurgine noči, ki so ga ljudje praznovali na ta datum. Hitro je postala ena najbolj priljubljenih svetnic v Angliji, Nemčiji in Franciji. Ko je škof dal prenesti relikvije svete Valburge v Eichstätt, so »ko so njeni posmrtni ostanki potovali po poti, poročali o čudežnih ozdravitvah«. Pozneje so poročali o čudežnih ozdravitvah bolnih ljudi, ki so se mazali s tekočino, znano kot Valburgino olje, ki je odtekala iz skale v njenem svetišču v Eichstattu.
Datum Valpurgine noči je sovpadal s starejšim predmajskim praznikom, ki so ga v večjem delu severne Evrope praznovali z nočnim prižiganjem kresov. V tem času (na pol poti med spomladanskim enakonočjem in poletnim solsticijem) so praznovali različne praznike predkrščanskega izvora, ki so označevali začetek poletja, vključno z Beltanom na Irskem in v Veliki Britaniji. Folklorist Jack Santino pravi, da »Njen dan in njegove tradicije skoraj zagotovo izvirajo iz predkrščanskih praznovanj, ki so potekala v tem času, prvega maja«. Umetnostna zgodovinarka Pamela Berger je opozorila na povezanost Valburge s snopi žita in predlagala, da je bil njen kult prilagojen poganskim agrarnim boginjam.
V sodobnem času mnogi kristjani še naprej versko romajo k grobu svete Valburge v Eichstättu na dan svete Valburge; v 19. stoletju je bilo število romarjev, ki so potovali do cerkve opisano kot 'več tisoč'. Ker je 1. maj datum praznika svete Valburge, je postal povezan z drugimi prvomajskimi praznovanji in regionalnimi tradicijami, zlasti na Finskem in Švedskem. Glede na to, da naj bi priprošnja svete Valburge delovala proti hudobni magiji, je srednjeveško in renesančno izročilo menilo, da so v času Valpurgine noči čarovnice praznovale šabat in so bile zle moči najmočnejše. V nemški folklori je veljalo, da je Valpurgina noč noč srečanja čarovnic na Brockenu, najvišjem vrhu v gorovju Harz, nizu gozdnatih gričev v osrednji Nemčiji. Da bi preprečili zlo in zaščitili sebe in svojo živino, so ljudje tradicionalno zakurili ogenj na pobočjih, tradicija, ki se v nekaterih regijah nadaljuje še danes. Na Bavarskem praznik včasih imenujejo Hexennacht (nizozemsko heksennacht), dobesedno 'noč čarovnic', na katero se veseljaki oblečejo v čarovnice in demone, sprožijo ognjemete, plešejo in predvajajo glasno glasbo, ki naj bi preganjala čarovnice in zimske duhove stran.

## Regionalne razlike

### Češka
30. april je Pálení čarodějnic ('Sežig čarovnic') ali čarodějnice ('Čarovnice') na Češkem. Ogromni kresovi, visoki do 8 metrov, s figuro čarovnice se postavijo in zakurijo zvečer, po možnosti na vrhu hribov. Okoli se zbirajo mladi. Nenadne črne in goste dimne formacije se razveselijo kot »čarovnica, ki odleti«. Podobo čarovnice dvignejo in vržejo v kres, da zgori.
Ko se večer približuje polnoči in ogenj pojenja, je čas, da gredo iskat češnjo v cvetu. To je še en praznik, povezan s 1. majem. Mlade ženske je treba čez polnoč (in še naslednji dan) poljubljati pod cvetočo češnjo (ali če je ni na voljo, drugim cvetočim drevesom), saj se celo leto »ne bodo posušile«. Prvi maj se je takrat praznoval kot »dan zaljubljenih«, glede na znameniti uvod v pesem Máj Karla Hyneka Mácha (Byl pozdní večer – první máj – / večerní máj – byl lásky čas; Bil je pozen večer - prvi maj - / večerni maj - bil je čas ljubezni).

### Anglija
V Lincolnshiru so Valburgino noč opazovali v podeželskih skupnostih vse do druge polovice 20. stoletja, s tradicijo obešanja pomladanskega jegliča (Primula veris), da bi preprečili zlo.

### Estonija
V Estoniji se Volbriöö praznuje vso noč 30. aprila in do zgodnjih jutranjih ur 1. maja, kjer je 1. maj državni praznik, imenovan »pomladni dan« (Kevadpüha). Volbriöö je pomembno in razširjeno praznovanje prihoda pomladi v državi. Pod vplivom nemške kulture je noč prvotno pomenila zbiranje in srečanje čarovnic. Sodobni ljudje se še vedno oblečejo v čarovnice, da bi tavali po ulicah v karnevalskem razpoloženju.
Praznovanja Volbriööja so še posebej živahna v Tartuju, univerzitetnem mestu v južni Estoniji. Za estonske študente v študentskih družbah (estonske bratovščine in sestrstva) se noč začne s tradicionalno procesijo po ulicah Tartuja (med katero župan Tartuja simbolično preda vodenje mesta študentom za noč), sledi obiskovanje korporacijskih hiš vso noč.

### Finska
- Ljudje na pikniku Vappu v Kaivopuistu leta 2008
- Množica pred Lasipalatsi v Helsinkih, leta 1960
- Praznovanje Vappu pred tržnico Kuopio v Kuopiu
- Sladkorni krofi in sima so značilne finske dobrote Vappu

Na Finskem je Valpurgina noč finsko Vappu; [Vappen] Napaka: {{Jezik-xx}}: prečrkovanje latn besedila (pomoč) eden od štirih največjih praznikov poleg božičnega večera, silvestrovega večera in kresnega poletja (Juhannus - Midsommar). Valpurgis je priča največjemu karnevalskemu festivalu v finskih mestih. Praznovanje, ki se začne 30. aprila zvečer in nadaljuje 1. maja, se običajno osredotoča na uživanje sime (medica), penine in drugih alkoholnih pijač. Študentske tradicije, zlasti študentov inženirstva, so ena glavnih značilnosti Vappuja. Od konca 19. stoletja so si to tradicionalno pojedino višjega sloja prisvojili študenti. Številni dijaki srednjih šol nosijo črno-bele študentske kape, študenti visokega šolstva pa študentske kombinezone. Ena tradicija je pitje sime, domače medice z nizko vsebnostjo alkohola, skupaj s sveže kuhanim tippaleipä.
V prestolnici Helsinki in njeni okolici so na ogled kapa (30. aprila ob 18. uri) Havis Amande, kipa gole ženske v Helsinkih, in vsaki dve leti izmenjujoče se publikacije Äpy in Julkku, ki ju izdajajo študentje inženirstva univerze Aalto. Oba sta humoristična; a medtem ko je Julkku standardna revija, je Äpy vedno trik. Klasična oblika je Äpy, natisnjen na toaletnem papirju in posteljnini. Pogosto je bil Äpy polnjen v standardno industrijsko embalažo, kot so pločevinke za sardele in škatle za mleko. Za večino študentov se Vappu začne teden dni pred dnevom praznovanja. Praznovanja vključujejo tudi piknik 1. maja, ki je včasih bolj razkošen, zlasti v kraju Ullanlinnanmäki v središču Helsinkov.
V Turkuju je postala tradicija pokrivanje kipa Posankka.
Vappu sovpada s socialistično parado ob mednarodnem praznika dela. Celotna finska politična scena, ki se je razširila iz levičarskih strank, je sprejela Vappu kot dan, ko gre na štor in agitira. To ni omejeno le na politične aktiviste; številne ustanove, kot je Luteranska cerkev na Finskem, so sledile temu zgledu, marširale in imele govore. Levičarski aktivisti iz 1970-ih še vedno žurajo na prvi maj. Prirejajo karnevale in številne radijske postaje predvajajo levičarske pesmi, kot je Internacionala.
Tradicionalno 1. maj obeležujemo s piknikom v parku. Za večino piknik uživajo s prijatelji na odeji ob hrani in penini. Nekateri prirejajo izjemno razkošne piknike s paviljoni, belimi prti, srebrnimi kandelabri, klasično glasbo in ekstravagantno hrano. Piknik se običajno začne zgodaj zjutraj, kjer nekateri udeleženci prejšnje noči nadaljujejo svoje praznovanje prejšnje noči.
Nekatere študentske organizacije vsako leto rezervirajo prostore, kjer tradicionalno kampirajo. Študentske kape, medice, kurenti in baloni imajo svojo vlogo na pikniku in praznovanju v celoti.

### Nemčija
Na praznik svete Valburge je 'več tisoč' ljudi krščansko romalo k grobu svete Valburge v Eichstättu in pogosto dobilo stekleničke z oljem svete Valburge.
V Nemčiji je Hexennacht ('Noč čarovnic'), noč s 30. aprila na 1. maj, noč, ko naj bi čarovnice prirejale veliko praznovanje na Brockenu in čakale na prihod pomladi, poteka pa na isto noč kot Valpurgina noč (Sankt Walpurgisnacht).
Valpurgina noč (v nemškem ljudskem izročilu) noč na 30. april (prvomajski predvečer), ko se čarovnice srečajo na gori Brocken in prirejajo veseljačenja s Hudičem.
Brocken je najvišji del gorovja Harz v severni osrednji Nemčiji. Znan je po fenomenu Brocken spectre in po čarovniških veseljih, ki naj bi se tam odvijala na Valpurgino noč.
Brocken Spectre je povečana senca opazovalca, običajno obdana z mavrico podobnimi pasovi, vržena na breg oblaka v visokogorskih območjih, ko je sonce nizko. O pojavu so prvič poročali na Brockenu.
Prizor v Goethejevem Faustu, prvem delu, se imenuje Walpurgisnacht, drugi del Fausta pa se imenuje Klasična Walpurgisnacht. Zadnje poglavje pete knjige v Čarobni gori Thomasa Manna se tudi imenuje Walpurgisnacht. V drami Edwarda Albeeja iz leta 1962 Kdo se boji Virginije Woolf? ima drugo dejanje naslov Walpurgisnacht.
Iz kratke zgodbe Brama Stokerja, Dracula's Guest, je Anglež (čigar ime ni nikoli omenjeno) na obisku v Münchnu pred odhodom v Transilvanijo. Valpurgina noč je in kljub hotelirjevemu opozorilu, naj ne zamuja z vrnitvijo, mladenič kasneje zapusti kočijo in odtava proti zapuščeni »nesveti« vasi. Ko kočija s prestrašenim in vraževernim voznikom odpelje, visok in suh tujec na vrhu hriba prestraši konje.
V nekaterih delih severnih obalnih regij Nemčije je še vedno živa navada prižiganja velikih ognjev za praznovanje prihoda maja, medtem ko ima večina delov Nemčije izpeljano pokristjanjeno navado okoli Velike noči, imenovano 'velikonočni ognji' (Osterfeuer).
V podeželskih delih južne Nemčije je del popularne kulture mladih, da se igrajo potegavščine, kot je poseganje po sosedovih vrtovih, skrivanje lastnine ali brizganje grafitov na zasebni lastnini.
V Berlinu se tradicionalni levičarski prvomajski nemiri običajno začnejo ob Valpurgini noči v Mauerparku v Prenzlauer Bergu. Podobna tradicija je tudi v okrožju Schanzenviertel v Hamburgu, vendar so se v obeh primerih razmere v zadnjih nekaj letih močno umirile.

### Madžarska
Na Madžarskem so z bezgom krasili hiše, s katerimi so ta dan odganjali čarovnice, saj so Madžari verjeli, da lahko različne rastline ščitijo pred različnimi boleznimi ali nadnaravnimi nevarnostmi. Toda večina čarovniških tradicij se je pojavila prej v spomladanskem festivalskem ciklu, na dan svetega Jurija (Szent György napja), zaradi bližine prvega maja in binkošti.
Ponekod ta verovanja na Valpurginvo noč še niso zamrla. V Késmárku madžarsko prebivalstvo še vedno pozna vilo z gradu Thököly (Thököly vár), ki ob zori binkošti pometa okolico madžarskega vodnjaka, in še vedo za čarovnice, ki hodijo na prvi maj in binkošti, a v večini krajev so vir zla nadomestili ogenj, led, gosenice in bolezni, ko je država postala bolj posvetna.

### Nizozemska
Tako kot v vseh germanskih državah so Sankt Walpurgisnacht praznovali tudi na območjih današnje Nizozemske. Nedavno ga niso praznovali, ker je državni Koninginnedag (Kraljičin dan) na isti datum, čeprav je novi Koningsdag (Kraljev dan) 27. aprila. Na otoku Texel na isti dan praznujejo praznik, znan kot 'Meierblis' (v grobem prevodu 'majevski plamen'), kjer prižgejo kresove tik pred nočjo, tako kot na Valpurgino noč, vendar s pomenom odgnati preostali zimski mraz in dobrodošla pomlad. Občasne omembe obreda se pojavljajo in vsaj enkrat je feministična imenovana skupina izbrala ime, da bi opozorila na položaj žensk (po vzoru nemških ženskih organizacij), vrsta fenomena Take Back the Night.
Kljub temu je v zadnjih letih obnovljeno zanimanje za predkrščansko vero in kulturo vodilo tudi do obnovljenega zanimanja za Heksennacht (Čarovničina noč). Leta 1999 so se med lokalnimi člani reformirane stranke v Puttenu v Gelderlandu pojavili sumi o festivalu Heksennacht, ki so ga praznovali satanisti. Stranka je pozvala k prepovedi. Vendar pa je večina drugih zavračala dejstvo, da je tak festival sploh obstajal in da je bil 'satanski'. Lokalna cerkev v mestu Dokkum v Friziji je leta 2003 organizirala bogoslužje za molitev za Svetega Duha, da bi po navedbah cerkve preprečil satansko delovanje.

### Švedska
Medtem ko je ime Walpurgis vzeto po britanskem dumnonskem krščanskem misijonarju Saint Walburga iz 8. stoletja, Valborg, kot se imenuje v švedščini, označuje tudi prihod pomladi. Oblike praznovanja se v različnih delih države in med različnimi mesti razlikujejo. Praznovanja Valburgine niso družinska priložnost, temveč javni dogodek, lokalne skupine pa pogosto prevzamejo odgovornost za njihovo organizacijo, da bi spodbudile duh skupnosti v vasi ali soseski. Praznovanja običajno vključujejo prižig kresa, zborovsko petje in govor v čast prihoda pomladi, ki ga pogosto drži lokalna slavna oseba.
V srednjem veku se je upravno leto končalo 30. aprila. V skladu s tem je bil to dan praznika med trgovci in obrtniki v mestu, z igrami, plesom in petjem v pripravah na prihajajoče praznovanje pomladi. Sir James George Frazer v The Golden Bough piše: »Prvi maj je zelo priljubljen praznik v bolj srednjem in južnem delu Švedske. Na predvečer praznika so ogromni kresovi, ki jih je treba prižgati tako, da udarite z dvema kremenoma skupaj, plameni po so vseh gričih in gričih.«
Valpurgini kresovi so del švedske tradicije, ki sega vsaj v začetek 18. stoletja. V Valpurgi (Valborg) so spuščali domače živali na pašo in kurili kresove (majbrasor, kasar), da bi odganjali plenilce. Na južnem Švedskem je bila starejša tradicija, ki se ni več izvajala, da so mlajši ljudje ob mraku nabirali zelenje in veje iz gozda. Z njimi so krasili hiše v vasi. Pričakovana nagrada za to nalogo je bila izplačana v jajcih.
Zborovsko petje je priljubljena zabava na Švedskem in na Valpurgin večer so tako rekoč vsi zbori v državi zaposleni. Petje tradicionalnih spomladanskih pesmi je razširjeno po vsej državi. Pesmi so večinoma iz 19. stoletja in so jih razširile dijaške spomladanske veselice. Najmočnejša in najbolj tradicionalna spomladanska praznovanja so tudi v starih univerzitetnih mestih, kot sta Uppsala in Lund, kjer se dodiplomski študenti, diplomanti in alumni zberejo na dogodkih, ki trajajo večino dneva od zgodnjega jutra do pozne noči 30. aprila ali siste april ('Zadnji dan aprila'), kot ga imenujejo v Lundu, ali sista april, kot ga imenujejo v Uppsali. Študentom Valpurgina Eva naznanja svobodo. Tradicionalno je bilo izpitov konec in pred koncem roka je ostalo le še kakšno predavanje. Zadnji dan aprila si učenci nadenejo značilne bele kape in s pesmijo pozdravijo pomlad, brsteče zelenje in svetlejšo prihodnost.
Sodobnejša praznovanja v Valborgu, zlasti med študenti iz Uppsale, so pogosto sestavljena iz uživanja v zajtrku, vključno s šampanjcem in jagodami. Čez dan se ljudje zbirajo v parkih, spijejo velike količine alkoholnih pijač, pečejo na žaru in nasploh uživajo v vremenu, če je le-to naklonjeno.
V Uppsali že od leta 1975 študenti počastijo pomlad z raftingom po reki Fyris skozi središče mesta z razmajanimi, domačimi, pravzaprav zlahka pokvarljivimi in pogosto duhovito okrašenimi splavi. Več bratovščin prireja tudi 'šampanjske dirke' (švedsko Champagnegalopp), kjer študentje pijejo in škropijo šampanjec ali peneče vino drug na drugega. Stene in tla starih narodnih stavb so za to priložnost pokriti s plastiko, saj se šampanjec nepremišljeno poliva naokrog. Vendar pa je brizganje šampanjca dokaj nov dodatek dirki s šampanjcem. Ime izhaja iz študentov, ki tečejo po pobočju od Carolina Rediviva libra, da bi popili šampanjec, proti Student Natione.
V Linköpingu veliko študentov in nekdanjih študentov začne dan v parku Trädgårdsföreningen, na polju pod Belvederenom, kjer mestni zakoni dovoljujejo alkohol, da popijejo zajtrk s šampanjcem na podoben način kot Uppsala. Kasneje, ob tretji uri, se študenti in javnost zberejo na dvorišču gradu Linköping. Pomladne pesmi poje moški pevski zbor univerze Linköping, govore pa imajo predstavniki študentov in univerzitetni profesorji.
V Göteborgu je pomemben del praznovanja karnevalska parada Cortège, ki jo od leta 1909 prirejajo študenti tehnološke univerze Chalmers. Vsako leto si ga ogleda okoli 250.000 ljudi. Drug pomemben dogodek je zbiranje študentov v Garden Society of Göteborg, da bi poslušali študentske zbore, orkestre in govore. Pomemben del druženja je slavnostno nadevanje študentske kape, ki izhaja iz časa, ko so dijaki vsakodnevno nosili kape in prešli s črne zimske na belo poletno kapo.
V Umeåju obstaja stara tradicija lokalnih kresov. V zadnjih letih pa obstaja tudi tradicija praznovanja Valpurgine noči v kampusu univerze Umeå. Univerza organizira petje študentskega zbora ter druge pogostitve in nagovor predsednika univerze. Na različnih stojnicah prodajajo hrenovke, sladkarije, brezalkoholne pijače itd.

### Združene države
Satanova cerkev je bila ustanovljena na Sankt Walpurgisnacht leta 1966. Ustanovitelj Anton Szandor LaVey v The Satanic Bible navaja, da Walpurgisnacht poleg lastnega rojstnega dne velja za pomemben satanski praznik, pri čemer ugotavlja, da je majski večer obeležen kot »simbol spomladanskega enakonočja«, in je dobro izbral datum zavedajoč se tradicionalne povezave datuma s čarovništvom.
Poleg tega Satanski tempelj praznuje Hexennacht kot »slovesni praznik v čast tistim, ki so bili žrtve vraževerja«.